# Jane Randolph
Jane Randolph, pseudonimo di Jane Roemer (Youngstown, 30 ottobre 1915 – Saanen, 4 maggio 2009), è stata un'attrice statunitense.

## Biografia
Jane Randolph crebbe a Kokomo, in Indiana, e si trasferì a Hollywood nel 1939 per tentare la carriera cinematografica. Scritturata dalla Warner Bros., nel 1941 ottenne i primi brevi ruoli sul grande schermo. Nel 1942 la RKO rilevò il suo contratto e le affidò un ruolo da protagonista in Highways by Night. L'attrice divenne famosa a seguito della partecipazione a film noir, tra cui Jealousy (1945) e Trasportato per ferrovia (1947), e a due film horror prodotti da Val Lewton, Il bacio della pantera (1942) e Il giardino delle streghe (1944), due B-movie oggi ampiamente rivalutati dalla critica. Uno dei suoi ultimi film fu Il cervello di Frankenstein (1948), parodia horror con Bud Abbott e Lou Costello.

### Vita privata
Nel 1949 sposò Jaime del Amo (nipote di Manuel Dominguez, erede dei viceré della Nuova Spagna) e si ritirò in Spagna, divenendo un'attiva socialite. Durante gli ultimi anni di vita fece periodicamente ritorno a Los Angeles, ma mantenne una residenza a Gstaad (frazione di Saanen, in Svizzera), dove morì nel 2009 in seguito alle complicanze della frattura di un femore.

## Filmografia
- Fulminati (Manpower), regia di Raoul Walsh (1941)
- Bombardieri in picchiata (Dive Bomber), regia di Michael Curtiz (1941)
- Un piede in paradiso (One Foot in Heaven), regia di Irving Rapper (1941)
- L'uomo questo dominatore (The Male Animal), regia di Elliott Nugent (1942)
- The Falcon's Brother, regia di Stanley Logan (1942)
- Highways By Night, regia di Peter Godfrey (1942)
- Il bacio della pantera (Cat People), regia di Jacques Tourneur (1942)
- The Falcon Strikes Back, regia di Edward Dmytryk (1943)
- Il giardino delle streghe (The Curse of the Cat People), regia di Gunther Von Fritsch (1944)
- Nel frattempo, cara (In the Meantime, Darling), regia di Otto Preminger (1944)
- A Sporting Chance, regia di George Blair (1945)
- Jealousy, regia di Gustav Machatý (1945)
- The Front Page, regia di Ed Sobol (1945) - film tv
- In Fast Company, regia di Del Lord (1946)
- The Mysterious Mr. M, regia di Lewis D. Collins, Vernon Keays (1946)
- In Fool's Gold, regia di George Archainbaud (1946)
- Trasportato per ferrovia (Railroaded!), regia di Anthony Mann (1947)
- T-Men contro i fuorilegge (T-Men), regia di Anthony Mann (1947)
- Open Secret, regia di John Reinhardt (1948)
- Il cervello di Frankenstein (Bud Abbott and Lou Costello Meet Frankenstein), regia di Charles Barton (1948)
- La principessa di Mendoza (That Lady), regia di Terence Young (1955)

## Doppiatrici italiane
- Rosetta Calavetta in Il cervello di Frankenstein